# Шимки
Шимки (рос. Шимки) — село Тункинського району, Бурятії Росії. Входить до складу Сільського поселення Хужири.
Населення — 512 осіб (2015 рік).